# Žďár nad Sázavou-i járás

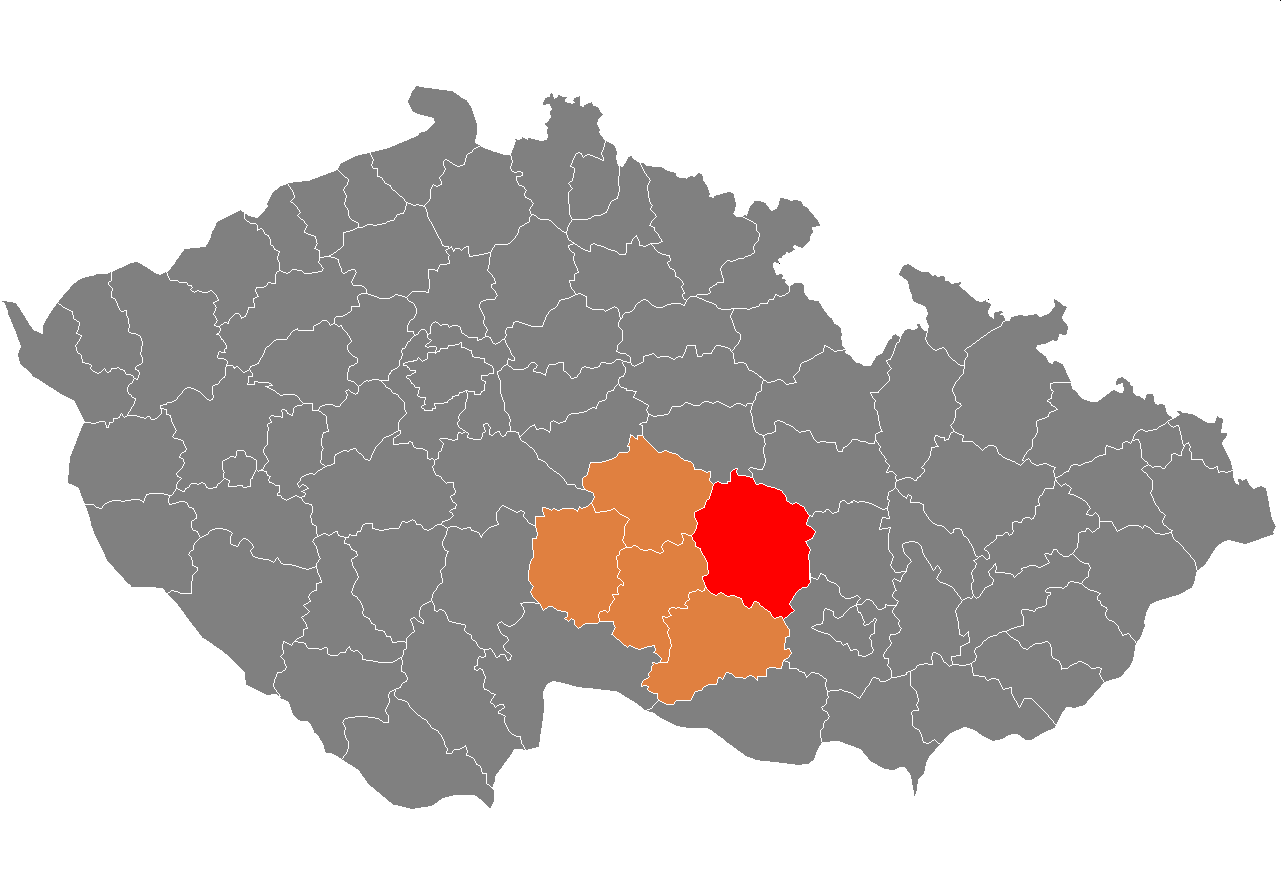
A Žďár nad Sázavou-i járás

A Žďár nad Sázavou-i járás (csehül: Okres Žďár nad Sázavou) közigazgatási egység Csehország Vysočina kerületében. Székhelye Žďár nad Sázavou. Lakosainak száma 119 946 fő (2009). Területe 1578,51 km².

## Városai, mezővárosai és községei
A városok félkövér, a mezővárosok dőlt, a községek álló betűkkel szerepelnek a felsorolásban.
Baliny •
Blažkov •
Blízkov •
Bobrová •
Bobrůvka •
Bohdalec •
Bohdalov •
Bohuňov •
Borovnice •
Bory •
Březejc •
Březí •
Březí nad Oslavou •
Březské •
Budeč •
Bukov •
Býšovec •
Bystřice nad Pernštejnem •
Černá •
Chlumek •
Chlumětín •
Chlum-Korouhvice •
Cikháj •
Dalečín •
Daňkovice •
Dlouhé •
Dobrá Voda •
Dolní Heřmanice •
Dolní Libochová •
Dolní Rožínka •
Fryšava pod Žákovou horou •
Hamry nad Sázavou •
Herálec •
Heřmanov •
Hodíškov •
Horní Libochová •
Horní Radslavice •
Horní Rožínka •
Jabloňov •
Jámy •
Javorek •
Jimramov •
Jívoví •
Kadolec •
Kadov •
Karlov •
Kněževes •
Koroužné •
Kotlasy •
Kozlov •
Krásné •
Krásněves •
Křídla •
Křižánky •
Křižanov •
Křoví •
Kuklík •
Kundratice •
Kyjov •
Lavičky •
Lhotka •
Lísek •
Líšná •
Malá Losenice •
Martinice •
Matějov •
Měřín •
Meziříčko •
Milasín •
Milešín •
Mirošov •
Moravec •
Moravecké Pavlovice •
Netín •
Nížkov •
Nová Ves •
Nová Ves u Nového Města na Moravě •
Nové Dvory •
Nové Město na Moravě •
Nové Sady •
Nové Veselí •
Nový Jimramov •
Nyklovice •
Obyčtov •
Ořechov •
Oslavice •
Oslavička •
Osová Bítýška •
Osové •
Ostrov nad Oslavou •
Otín •
Pavlínov •
Pavlov •
Petráveč •
Pikárec •
Písečné •
Počítky •
Poděšín •
Podolí •
Pokojov •
Polnička •
Prosetín •
Račice •
Račín •
Radenice •
Radešín •
Radešínská Svratka •
Radkov •
Radňoves •
Radňovice •
Radostín •
Radostín nad Oslavou •
Řečice •
Rodkov •
Rosička •
Rousměrov •
Rovečné •
Rožná •
Rozseč •
Rozsochy •
Ruda •
Rudolec •
Sázava •
Sazomín •
Sejřek •
Sirákov •
Sklené •
Sklené nad Oslavou •
Skorotice •
Škrdlovice •
Skřinářov •
Sněžné •
Spělkov •
Štěpánov nad Svratkou •
Strachujov •
Stránecká Zhoř •
Strážek •
Střítež •
Sulkovec •
Světnov •
Sviny •
Svratka •
Tasov •
Tři Studně •
Ubušínek •
Uhřínov •
Ujčov •
Újezd •
Unčín •
Vatín •
Věchnov •
Věcov •
Velká Bíteš •
Velká Losenice •
Velké Janovice •
Velké Meziříčí •
Velké Tresné •
Vepřová •
Věstín •
Věžná •
Vídeň •
Vidonín •
Vír •
Vlachovice •
Vlkov •
Vojnův Městec •
Vysoké •
Záblatí •
Zadní Zhořec •
Ždánice •
Žďár nad Sázavou •
Znětínek •
Zubří •
Zvole

## Fordítás
- Ez a szócikk részben vagy egészben  a(z)   Žďár nad Sázavou District című angol Wikipédia-szócikk ezen változatának fordításán alapul.  Az eredeti cikk szerkesztőit annak laptörténete sorolja fel. Ez a jelzés csupán a megfogalmazás eredetét és a szerzői jogokat jelzi, nem szolgál a cikkben szereplő információk forrásmegjelöléseként.
- Ez a szócikk részben vagy egészben  az   Okres Žďár nad Sázavou című cseh Wikipédia-szócikk ezen változatának fordításán alapul.  Az eredeti cikk szerkesztőit annak laptörténete sorolja fel. Ez a jelzés csupán a megfogalmazás eredetét és a szerzői jogokat jelzi, nem szolgál a cikkben szereplő információk forrásmegjelöléseként.